# Laroque (Gironda)
Laroque es una población y comuna francesa, situada en la región de Aquitania, departamento de Gironda, en el distrito de Burdeos y cantón de Cadillac. Produce vino de la AOC Cadillac.

## Demografía
| 155 | 342 | 336 | 266 | 253 | 230 |
| Para los censos de 1962 a 1999 la población legal corresponde a la población sin duplicidades (Fuente: INSEE [Consultar]) |     |     |     |     |     |